# Galametz
Galametz ist eine französische Gemeinde mit 203 Einwohnern (Stand 1. Januar 2022) im Département Pas-de-Calais in der Region Hauts-de-France (vor 2016 Nord-Pas-de-Calais). Sie gehört zum Arrondissement Montreuil und zum Gemeindeverband Les 7 Vallées. Die Einwohner werden Galamessins und Galamessinens genannt.

## Lage
Die Gemeinde Galametz liegt an der Canche im Artois, 32 Kilometer südöstlich von Montreuil-sur-Mer. Nachbargemeinden von Galametz sind Wail im Westen und Norden, Fillièvres im Osten und Südosten sowie Quœux-Haut-Maînil im Südwesten.

## Bevölkerungsentwicklung
| Jahr      | 1962 | 1968 | 1975 | 1982 | 1990 | 1999 | 2006 | 2013 | 2022 |
| Einwohner | 143  | 131  | 124  | 160  | 148  | 157  | 170  | 200  | 203  |

## Sehenswürdigkeiten

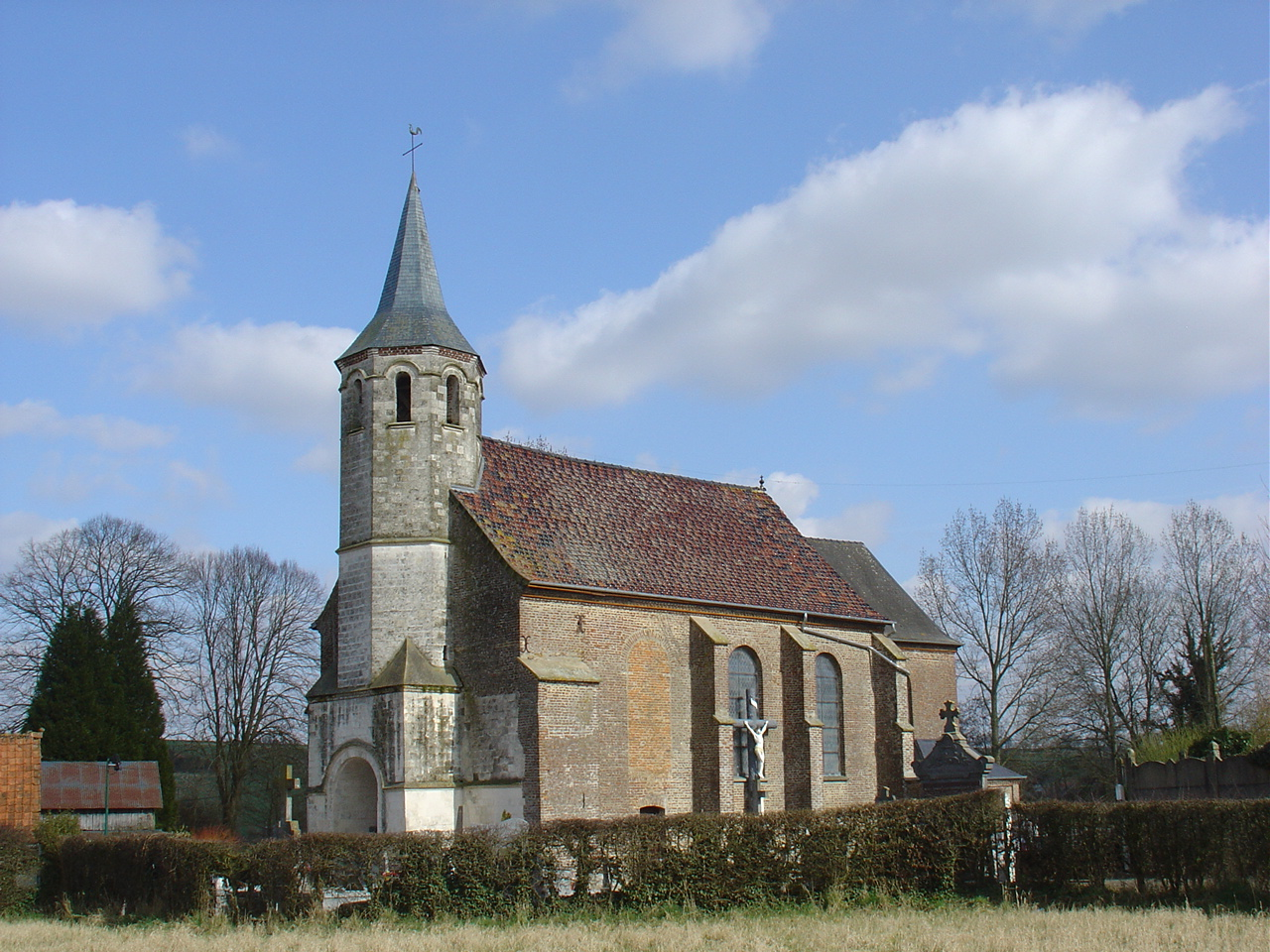
Kirche Saint-Martin
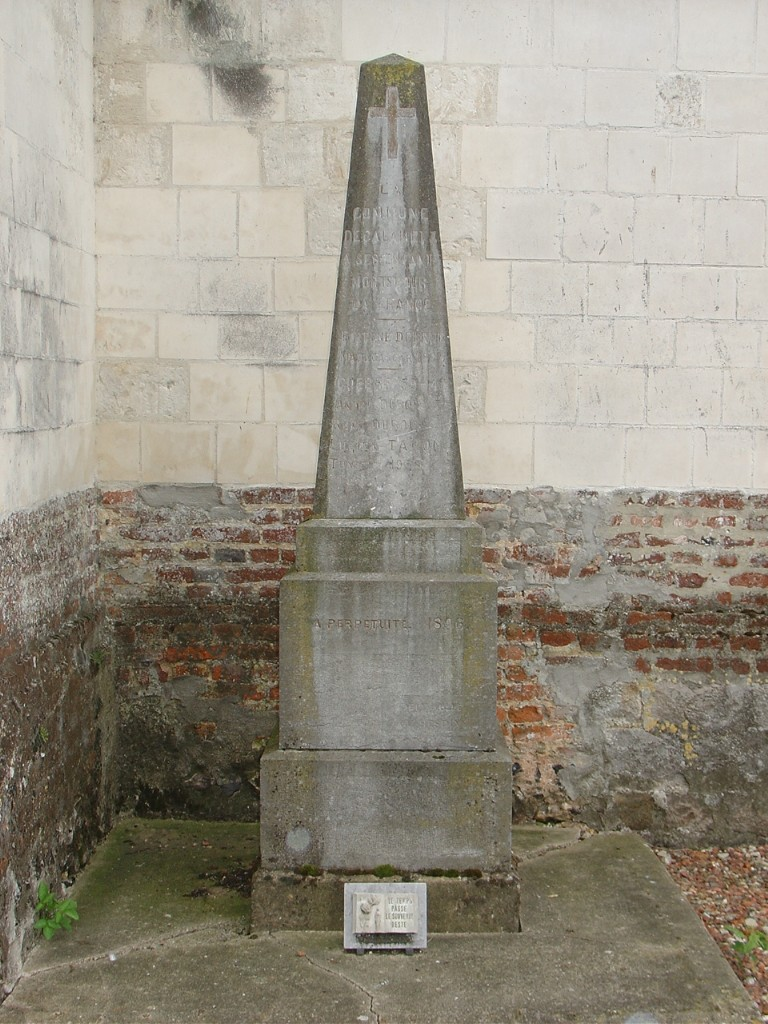
Gefallenendenkmal

- Kirche Saint-Martin
- Gefallenendenkmal